# Коламбус (Небраска)
Коламбус (енгл. Columbus) град је у америчкој савезној држави Небраска.

## Демографија
По попису из 2010. године број становника је 22.111, што је 1.14 (5,4%) становника више него 2000. године.
| Група             | 2000.          | 2010.          |
| Белци             | 19.209 (91,6%) | 18.027 (81,5%) |
| Афроамериканци    | 95 (0,5%)      | 113 (0,5%)     |
| Азијати           | 100 (0,5%)     | 109 (0,5%)     |
| Хиспаноамериканци | 1.395 (6,7%)   | 3.606 (16,3%)  |
| Укупно            | 20.971         | 22.111         |